# Apeadeiro de Fernando Pó
O Apeadeiro de Fernando Pó é uma interface da Linha do Alentejo, que serve a localidade de Fernando Pó, no município de Palmela, em Portugal.

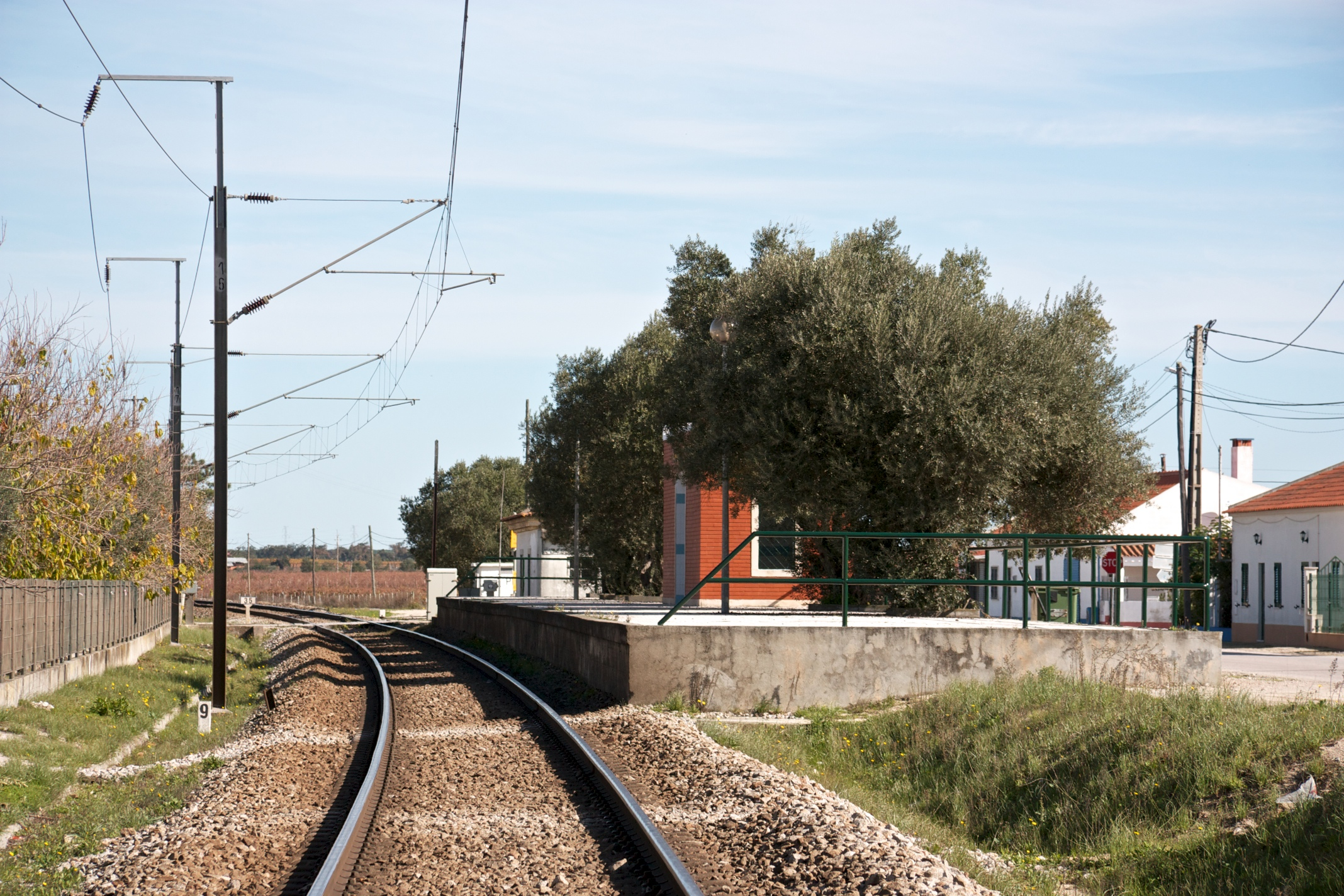
O apeadeiro de Fernando Pó visto da via, em 2011.

## Descrição

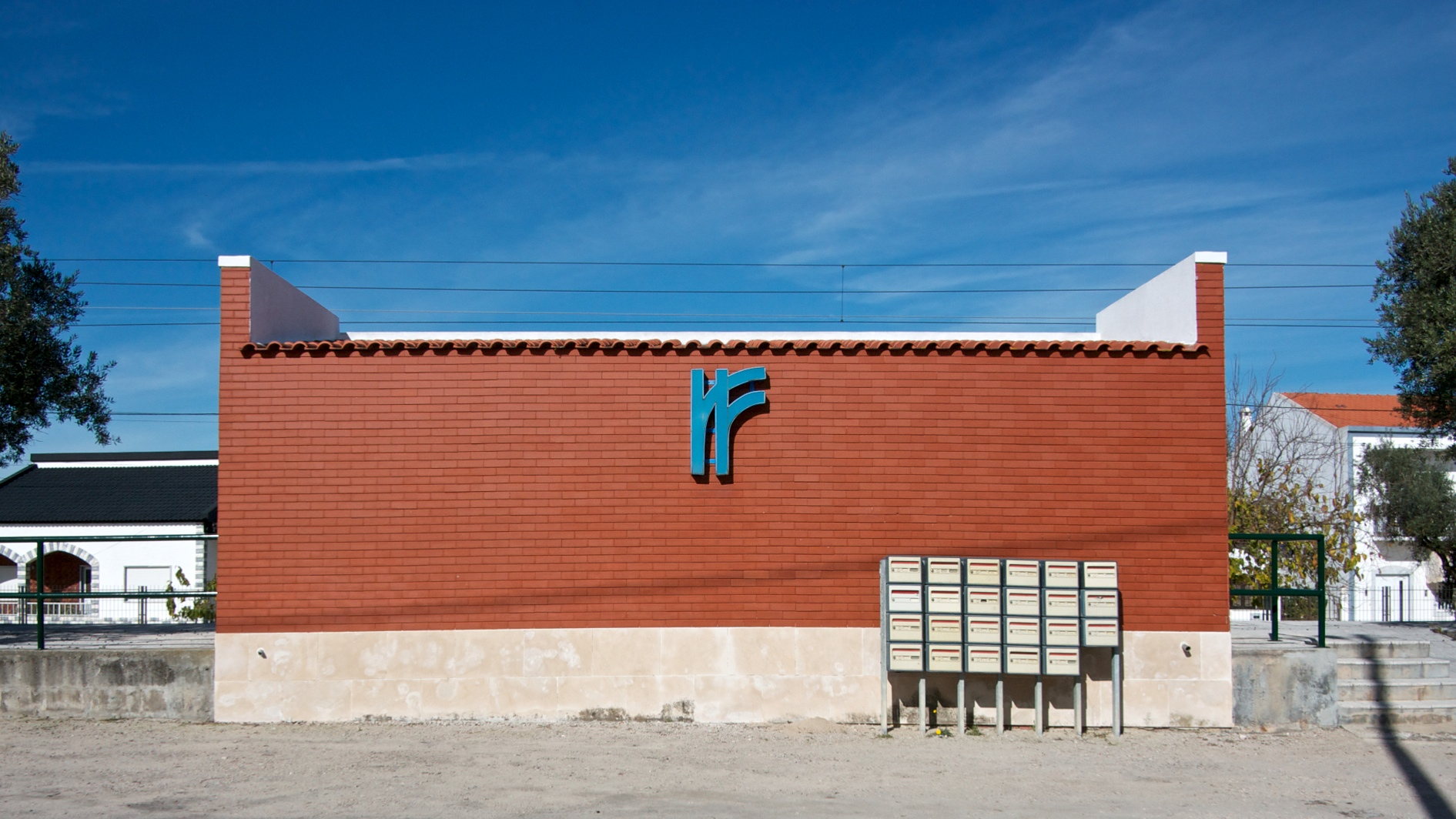
O apeadeiro de Fernando Pó visto do exterior, em 2011.

A Carris Metropolitana opera, desde 2022, uma carreira de autocarro regular, ligando esta estação a outros destinos na Península de Setúbal.
O abrigo de plataforma situa-se do lado sul da via (lado direito do sentido ascendente, para Funcheira).

Em dados de 2022, esta interface é servida por comboios de passageiros inter-cidades da C.P..

## História
Este apeadeiro situa-se entre as Estações do Barreiro e Bombel da Linha do Alentejo, tendo este troço entrado ao serviço em 15 de Junho de 1857.

Um despacho de 12 de Dezembro de 1950 da Direcção Geral de Caminhos de Ferro, publicado no Diário do Governo n.º 291, III Série, de 16 de Dezembro de 1950, aprovou o projecto da Companhia dos Caminhos de Ferro Portugueses para diversos aditamentos aos quadros de distâncias quilométricas de aplicação nas linhas e ramais do Sul e Sueste e aos quadros de via normal, relativos à inclusão de vários apeadeiros, incluindo o de Fernando Pó.